# BadBlue
BadBlue é um servidor de compartilhamento de arquivos, com facilidade de compartilhar arquivos do Microsoft Office via web. Possui um servidor web embutido capaz de rodar PHP, Perl e outras extensões CGI/ISAPI, on-line ou off-line. É possível definir contas de usuários e controlar o acesso a pastas e arquivos por usuário ou IP.